# Елкесон
Елкесон де Олівейра Кардозо, відомий як Елкесон або Ай Кесен (кит.: 艾克森 / порт. Elkeson de Oliveira Cardoso; нар. 13 липня 1989, Коелью-Нету, Мараньян, Бразилія) — китайський футболіст бразильського походження, атакувальни півзахисник та нападник клубу «Гуанчжоу Евергранд» Китайської Суперліги та національної збірної Китаю.
Футбольну кар'єру розпочав на позиції атакувального півзахисника у «Віторії», але наприкінці свого перебування в «Ботафого» переведений на позицію нападника.

## Клубна кар'єра

### Віторія
У 10 річному віці, щоб мати можливість займатися футболом у місцевій футбольній школі, переїхав до Мараби, завдяки вдалій грі в 14-річному віці прийняв пропозицію від «Віторії». Однак його агент підробив документи, щоб зробити футболіста молодшим — справа, яка мала загальнонаціональні наслідки, але байянські менеджери клубу швидко її владнали.
В основних категоріях червоно-чорних він завжди виділявся своєю кмітливістю, силою та дуже потужним ударом, який в підсумку знову привернув увагу скаутів інших клубів. У 2008 році 50% трансферних прав на 17-річного футболіста придбала португальська «Бенфіка». У професіональному футболі дебютував 2009 року в переможному (7:0) поєдинку Ліги Баїяно проти «Посойнша», а першим голом відзначився в переможному (4:1) матчі чемпіонату Бразилії проти «Санту-Андре». До завершення сезону залишався гравцем резерву, але зіграв 12 матчів у національному чемпіонаті.
У 2010 році разом з «Віторією» виграв Лігу Баїяно, а в фінальному матчі турніру відзначився забитим м'ячем. Також вдруге в кар'єрі грав у кубку Бразилії. На 40-й хвилині домашнього поєдинку другого туру чемпіонату Бразилії проти «Фламенгу» відзначився голом зі штрафного удару, завдяки чому допоміг «Віторії» уникнути поразки. У 9-му турі переможного (3:2) поєдинку проти «Сан-Паулу» відзначився черговим голом. У вересні того ж року відзначився ще двома голами: у програному матчі проти «Атлетіку Гоянієнсі» та нічийному (1:1) поєдинку проти «Палмейраса». Ще лише два голи та 8 передач (10-те місце у списку найкращих «асистентів») не допомогли команді уникнути пониження в класі.
У сезоні 2011 року почергово був гравцем резерву та основного складу, а 13 березня відзначився першим хет-триком у професіональній кар'єрі, у переможному (3:1) поєдинку проти «Коло Коло». У національному чемпіонаті відзначився 7 голами, але цього виявилося недостатньо для того, щоб виграти чемпіонський титул, оскільки у фіналі турніру «Віторія» поступилася «Байя» (Фейра) (незважаючи на те, що Ай Кесен відзначився голом у першому таймі поєдинку).

### «Ботафого»
25 травня 2011 року, після тривалих переговорів, на фоні інтересу таких клубів, як «Атлетіку Мінейру», «Флуміненсе», «Палмейрас» і «Сантус», «Ботафого» зробив це офіційну пропозицію на суму приблизно 5,1 мільйона реалів, а також запропонував надати свого гравця в оренду, Родріго Манчу. Ай Кесен підписав 4-рирічний контракт з клубом, який набув загальних економічних прав на гравця, раніше розділених між «Віторією» та «Бенфікою».
Після вдалого дебюту проти «Сантуса», період перебування в «Ботафого» розпочався вражаюче, Ай Кесен відзначився трьома голами в перших п'яти матчах, у переможних над «Корітібою» (3:1) та Греміо (2:1), в нічийному (2:2) з «Сеарою», окрім цього відзначився ще й двома гольовими передачами. 10 липня в матчі проти «Байї», надпринципового суперника свого колишнього клубу, Ай Кесен реалізував ще один прекрасний штрафний удар і присвятив його вболівальникам «Віторії». До кінця першого кола залишився основним гравцем «чорно-білих», відзначився вісьмома голами та чотирма результативними передачами. Проте в самого Елкесон й команди загалом у другій частині чемпіонату почався спад, через що «Фого» навіть не виборов путівку до кубку Лібертадорес. Проте Ай Кесен став другим найкращим «асистентом» національного чемпіонату.
У 2012 році, із посереднім стартом у Лізі Каріока, атакувальний півзахисник відзначився своїми першими (двома) голами в переможному (5:0) поєдинку проти «Оларії». 23 лютого, у півфіналі Кубка Гуанабари, відзначився голом у нічийному (1:1) поєдинку проти «Флуміненсе», завдяки чому була призначена серія післяматчевих пенальті, в якому «Бота» поступився з рахунком 3:4. Ще одним голом у футболці «триколірних» відзначився в нічийному (1:1) поєдинку Кубку Ріо.
2 травня вперше зіа новий клуб у національному кубку, в якому «Ботафого» дійшов до 1/8 фіналу Кубка Бразилії. У першій грі Елкесон відзначився першим голом у нічийному (1:1) поєдинку, не святкуючи взяття воріт з поваги до своєї колишньої команди. Також відзначився голом й у матчі-відповіді, але цього виявилося недостатньо, щоб пройти «червоно-чорних» та вийти до наступного раунду турніру. Два місяці по тому знову відзначився голами, цього разу у чемпіонаті Бразилії, у поєдинках проти «Байї» та «Корінтіанса», які завершилися з рахунком 3:0 та 3:1 відповідно.
З від'їздом Себастьяна Абреу та Германа Еррери Ай Кесена почав грати центральним форвардом, на цій позиції, на якій він раніше не грав. Незважаючи на те, що забивав нерегулярно, він Елкесон найкращим бомбардиром команди та одним із найкращих бомбардирів чемпіонату, провівши до 34-го туру 11 голів у 31 матчі (23 з них — у стартовому складі).

### «Гуанчжоу Евергранд»
24 грудня 2012 року «Гуанчжоу Евергранд» офіційно оголосив, що підписав Елкесона на чотири роки за плату в розмірі 5,7 млн. євро. Спочатку не потрапив у заявку «Гуанчжоу» з 30 гравців на Лігу чемпіонів АФК 2013 року через обмеження на іноземних гравців. 3 березня 2013 року дебютував за нову команду у програному (1:2) поєдинку суперкубку Китаю 2013 проти «Цзянсу Сунін». 8 березня 2013 року відзначився своїми першими двома голами в Китаї у матчі-відкитті Китайської Суперліги проти «Шанхай Шеньсін», в якому опоміг «Гуанчжоу Евергранд» здобути перемогу з рахунком 5:1. У перших 7-ми матчах китайського чемпіонату відзначився 13-ма голами. У липні 2013 року Елкесон потрапив до заявки команди на наступний етап Ліги чемпіонів АФК, замінивши Лукаса Барріоса, який вирішив повернутися до Європи.
Він відзначився двадцять чотирма голами за двадцять вісім матчів у Суперлізі, що зробило його найкращим бомбардиром сезону, на вісім більше, ніж Кармело Валенсія, який посів друге місце. Відзначився шістьма голами у шести матчах Ліги чемпіонів АФК, включаючи два голи в двоматчевому фіналі Ліги чемпіонів АФК 2013 проти «Сеула», оскільки Гуанчжоу вперше став чемпіоном змагань. Перемога у фіналі стала першим випадком, коли китайський клуб виграв трофей після 23-річної перерви.
1 грудня 2013 року в першому раунді фіналу Кубку Китаю 2013 року проти «Бейцзін Женьхе», був вилучений після удару Ян Хао в обличчя рукою. 5 грудня отримав дискваліфікацію на 4 матчі та був оштрафований дисциплінарною комісією Китайської футбольної асоціації на 20 000 юаней.
«Гуанчжоу Евергранд» зрештою програв Гуйчжоу Рене з рахунком 2:3 загалом, не зумівши захистити титул володаря Кубку Бразилії. Елкесон провів усі три матчі за «Гуанчжоу Евергранд» на клубному чемпіонаті світу 2013. 14 грудня 2013 року відзначився першим голом на клубному чемпіонаті світу проти чемпіона Африки «Аль-Аглі» в чвертьфіналі, допомігши команді виграти матч 2:0.
У березні 2015 року, після матчу проти «Чанчунь Ятая», його жорстоко розкритикували за те, що він завадив удару бісіклетою Ґао Ліня, намагаючись записати гол на себе, при цьому доторкнувся головою м'ячем на лінії воріт, що зрештою означало, що гол правомірно скасували через офсайд, і команда лише зіграла внічию 1:1.
Відзначився голом 21 листопада 2015 року переміг «Шабаб Аль-Аглі» з ОАЕ, щоб виграти другу Лігу чемпіонів АФК за три роки.

### «Шанхай СІПГ»
21 січня 2016 року Елкесон перейшов до команди Суперліги «Шанхай СІПГ» з гонораром у розмірі 132 млн юаней (18,5 млн. євро).
4 квітня 2018 року Елкесон відзначився єдиним голом своєї команди у нічийному (1:1) поєдинку групового етапі Ліги чемпіонів АФК проти «Кавасакі Фронтале». Цей м'яч став 27-м за команду й вивів бразильця на перше місце у списку бомбардирів.
18 вересня 2018 року Елкесон відзначився переможним голом за «Шанхай», оскільки клуб зафіксував першу в історії перемогу в Суперлізі проти свого колишнього клубу «Гуанчжоу Евергранд». Перемога закріпила позицію СІПГ на першому місці у верхній частині таблиці чемпіонату. 7 жовтня Елкесон знову відзначився голом, коли допоміг «Шанхаю» забезпечити перемогу (5:0) над представником нижньої частини турнірної таблиці «Гуйчжоу Хенфен», щоб збільшити свою перевагу над своїм колишнім клубом у верхній частині таблиці до 4 очок лише за місяць до завершення чемпіонату. Ця перемога забезпечила перший титул переможця суперліги Китаю «Шанхай СІПГ» та закінчила період семирічного домінування «Гуанчжоу Евергранд».

### Повернення в «Гуанчжоу Евергранд»
9 липня 2019 року повернувся до свого колишнього клубу «Гуанчжоу Евергранд». Як повідомляється, Елкесон погодився повернути собі 10 млн. євро (11,2 млн доларів США) річної заробітної плати проти 6 млн. євро в Шанхаї. На момент переходу обидва клуби мали однакову кількість очок та відставали від лідера «Бейцзін Сінобо Гоань» на два очки. Повернення в «Гуанчжоу» Елкесон відзначився голами в перших двох матчах та хет-триком проти земляків-суперників «Шанхай СІПГ» у своєму третьому матчі 20 липня.

## Кар'єра в збірній
У вересні 2011 року Елкесон отримав виклик у збірну Бразилії від Мано Менезеса на другий матч Супекласіко Америки 2011 проти Аргентини. Однак, у вище вказаному матчі за збірну Бразилії так і не дебютував.
У серпні 2019 року, після отримання китайського громадянства шляхом натураліхації, отримав виклик до національної збірної Китаю. Згодом Елкесон став першим гравцем збірної Китаю, який не мав китайського походження.
Після натуралізації як громадянина Китаю його ім'я китайською мовою подається як Ай Кесен (кит.: 艾克森). До цього він використовував китайську транслітерацію свого імені Ай Еркесен (кит.: 埃尔克森), а в кантономовних районах, таких як Гуанчжоу та Гонконг, відомий як Нгай Гіт-сан (кит.: 艾傑臣).
Гравець дебютував за збірну в азійській кваліфікації чемпіонату світу 2022 року у переможному (5:0) поєдинку проти Мальдів, в яких відзначився двома голами. Ай Кесен став другим натуралізованим гравцем, який захищав кольори збірної Китаю, оскільки англійський півзахисник Ніколас Єннаріс (нині Лі Ке) в червні одягав червону сорочку.

## Статистика виступів

### Клубна
Станом на 27 жовтня 2019
| Клуб                 | Рік               | Національний чемпіонат | Національний чемпіонат | Національний кубок | Національний кубок | Чемпіонат штату[a] | Чемпіонат штату[a] | Південноамериканські змагання[b] | Південноамериканські змагання[b] | Інші[c] | Інші[c] | Загалом | Загалом |
| Клуб                 | Рік               | Матчі                  | Голи                   | Матчі              | Голи               | Матчі              | Голи               | Матчі                            | Голи                             | Матчі   | Голи    | Матчі   | Голи    |
| -------------------- | ----------------- | ---------------------- | ---------------------- | ------------------ | ------------------ | ------------------ | ------------------ | -------------------------------- | -------------------------------- | ------- | ------- | ------- | ------- |
| «Віторія»            |                   |                        |                        |                    |                    |                    |                    |                                  |                                  |         |         |         |         |
| 2009                 | 12                | 1                      | –                      | –                  | 1                  | 0                  | 1                  | 1                                | –                                | –       | 14      | 2       |         |
| 2010                 | 34                | 6                      | 10                     | 1                  | 13                 | 2                  | 2                  | 0                                | 4                                | 0       | 63      | 9       |         |
| 2011                 | 1                 | 0                      | 2                      | 0                  | 18                 | 7                  | 0                  | 0                                | –                                | –       | 21      | 7       |         |
| Загалом              | 47                | 7                      | 12                     | 1                  | 32                 | 9                  | 3                  | 1                                | 4                                | 0       | 98      | 18      |         |
| «Ботафого»           |                   |                        |                        |                    |                    |                    |                    |                                  |                                  |         |         |         |         |
| 2011                 | 34                | 8                      | –                      | –                  | –                  | –                  | 3                  | 0                                | –                                | –       | 37      | 8       |         |
| 2012                 | 31                | 11                     | 5                      | 2                  | 16                 | 5                  | 2                  | 0                                | –                                | –       | 54      | 18      |         |
| Загалом              | 65                | 19                     | 5                      | 2                  | 16                 | 5                  | 5                  | 0                                | –                                | –       | 91      | 26      |         |
| Клуб                 | Рік               | Китайська Суперліга    | Китайська Суперліга    | Chinese FA Cup     | Chinese FA Cup     | –                  | –                  | Ліга чемпіонів АФК               | Ліга чемпіонів АФК               | Інші[d] | Інші[d] | Загалом | Загалом |
| Клуб                 | Рік               | Матчі                  | Голи                   | Матчі              | Голи               | –                  | –                  | Матчі                            | Голи                             | Матчі   | Голи    | Матчі   | Голи    |
| «Гуанчжоу Евергранд» | 2013              | 28                     | 24                     | 3                  | 1                  | –                  | –                  | 6                                | 6                                | 4       | 1       | 41      | 32      |
| «Гуанчжоу Евергранд» | 2014              | 28                     | 28                     | 1                  | 0                  | –                  | –                  | 10                               | 6                                | –       | –       | 39      | 34      |
| «Гуанчжоу Евергранд» | 2015              | 16                     | 7                      | –                  | –                  | –                  | –                  | 11                               | 3                                | 4       | 0       | 31      | 10      |
| «Гуанчжоу Евергранд» | Загалом           | 72                     | 59                     | 4                  | 1                  | –                  | –                  | 27                               | 15                               | 8       | 1       | 111     | 76      |
| «Шанхай СІПГ»        | 2016              | 26                     | 11                     | 1                  | 0                  | –                  | –                  | 9                                | 4                                | 0       | 0       | 36      | 15      |
| «Шанхай СІПГ»        | 2017              | 17                     | 11                     | 1                  | 2                  | –                  | –                  | 12                               | 5                                | 0       | 0       | 30      | 18      |
| «Шанхай СІПГ»        | 2018              | 16                     | 7                      | 2                  | 0                  | –                  | –                  | 8                                | 4                                | 0       | 0       | 26      | 11      |
| «Шанхай СІПГ»        | 2019              | 15                     | 8                      | 1                  | 0                  | –                  | –                  | 8                                | 2                                | 1       | 0       | 25      | 10      |
| «Шанхай СІПГ»        | Загалом           | 74                     | 37                     | 5                  | 2                  | –                  | –                  | 37                               | 15                               | 1       | 0       | 117     | 54      |
| «Гуанчжоу Евергранд» | 2019              | 13                     | 10                     | 0                  | 0                  | –                  | –                  | 4                                | 0                                | 0       | 0       | 17      | 10      |
| Усього за кар'єру    | Усього за кар'єру | 269                    | 131                    | 26                 | 6                  | 48                 | 14                 | 76                               | 31                               | 13      | 1       | 430     | 183     |

- a. ^ Включаючи матчі та голи в Лізі Баїяно та Лізі Каріока.
- b. ^ Включаючи матчі та голи в Південноамериканському кубку.
- c. ^ Включаючи матчі та голи в Кубку Нордесте.
- d. ^ Включаючи матчі та голи в Суперкубку Китаю та клубному чемпіонаті світу.

### У збірній

#### По роках
| Китай   | Китай | Китай |
| Рік     | Матчі | Голи  |
| ------- | ----- | ----- |
| 2019    | 4     | 3     |
| Загалом | 4     | 3     |

#### По матчах
| Дата       | Місто      | Господарі | Результат | Гості | Турнір            | Голи | Примітки |
| ---------- | ---------- | --------- | --------- | ----- | ----------------- | ---- | -------- |
| 10-09-2019 | Атол Каафу | Мальдіви  | 0 – 5     | КНР   | Відбір до ЧС 2022 | 2    | 20'      |
| 10-10-2019 | Гуанчжоу   | КНР       | 7 – 0     | Гуам  | Відбір до ЧС 2022 | 1    |          |
| 15-10-2019 | Баколод    | Філіппіни | 0 – 0     | КНР   | Відбір до ЧС 2022 | -    |          |
| 14-11-2019 | Дубай      | Сирія     | 1 – 1     | КНР   | Відбір до ЧС 2022 | -    |          |
| Усього     |            | Матчів    | 4         |       | Голів             | 3    |          |

#### Голи в збірній
Стном на 10 жовтня 2019.
| № | Дата            | Місце                                           | Кількість | Суперник | Рахунок | Результат | Змагання                           |
| - | --------------- | ----------------------------------------------- | --------- | -------- | ------- | --------- | ---------------------------------- |
| 1 | 10 вересня 2019 | Національний футбольний стадіон, Мале, Мальдіви | 1         | Мальдіви | 4–0     | 5–0       | кваліфікація чемпіонату світу 2022 |
| 2 | 10 вересня 2019 | Національний футбольний стадіон, Мале, Мальдіви | 5–0       | Мальдіви |         | 5–0       | кваліфікація чемпіонату світу 2022 |
| 3 | 10 жовтня 2019  | Тяньхе, Гуанчжоу, Гуандун, Китай                | 2         | Гуам     | 7–0     | 7–0       | кваліфікація чемпіонату світу 2022 |

## Досягнення

### Клубні
«Віторія»
- Ліга Баїяно
  -  Чемпіон (2): 2009, 2010
- Кубок Нордесте
  -  Володар (1): 2010

«Гуанчжоу Евергранд»
- Китайська Суперліга
  -  Чемпіон (2): 2013, 2014, 2015[11], 2019
- Ліга чемпіонів АФК
  -  Володар (2): 2013[11], 2015[21]

«Шанхай СІПГ»
- Китайська Суперліга
  -  Чемпіон (1): 2018[21]
- Суперкубок Китаю
  -  Володар (1): 2019[25]

### Збірні
- Переможець Суперкласіко де лас Амерікас: 2011

### Індивідуальні
- Дрім Тім Ліги чемпіонів АФК: 2013, 2014[26]
- Гравець року за версією Китайської футбольної асоціації: 2014
- Золота бутса Китайської Суперліги: 2013, 2014[21]
- Команда року Китайської Суперліги: 2013, 2014[27]